# Зуєнко Микола Миколайович
Мико́ла Микола́йович Зує́нко (нар. 11 жовтня 1972, Ворошиловград, Луганська область) — колишній радянський та український футболіст, захисник. Найбільш відомий за виступами у складі «Прикарпаття» (Івано-Франківськ). Майстер спорту (1993).

## Біографія
Вихованець СДЮШОР «Зоря» (Луганськ). Не останню роль у вихованні та становленні Зуєнка відіграв відомий у минулому футболіст та тренер «Зорі» Юрій Ращупкін. Вже у 17-річному віці молодий захисник дебютував у складі головного клубу Луганщини, який виступав на той час у шостій зоні другої ліги чемпіонату СРСР. У 1991 році у запеклій боротьбі футболісти «Зорі» здобули путівку до першої ліги і, безумовно, важливий внесок до цього успіху зробив Микола Зуєнко, який провів у тому сезоні 26 матчів. Однак луганчанам не судилося зіграти у першій лізі жодного матчу, натомість вони одразу опинилися у вищій, проте вже іншого чемпіонату — після здобуття Україною незалежності «Зоря» автоматично потрапила до класу найсильніших. Чемпіонат 1992 року став певним чином бенефісом Миколи Зуєнка, якого за підсумками футбольного року було включено до списку найкращих футболістів країни.
Така впевнена і яскарава гра молодого захисника не могла не привернути увагу тренерів іменитіших клубів. Так у наступному сезоні Микола опинився у київському «Динамо». Запросив Миколу до київської команди Анатолій Пузач. Проте після того, як «Динамо» очолив Михайло Фоменко, Зуєнко лише зрідка з'являвся на зеленому газоні, граючи переважно у першій лізі за «Динамо-2».
Залишивши київську команду, Микола Зуєнко виступав за запорізький «Металург» та вінницьку «Ниву», допоки у 1996 році не опинився у складі івано-франкіського «Прикарпаття», яке стало для нього рідним домом не на один сезон. Загалом, більшості уболівальників Микола й запам'ятався саме виступами за «Прикарпаття», у якому він встиг пограти і у вищій, і у першій лізі. Однак справи клубу йшли не найкращим чином, існували значні проблеми з фінансуванням і по завершенні сезону 2002/03 Зуєнко залишив команду.
Надалі захисник виступав переважно у клубах другої ліги чемпіонату України, двічі здобуваючи нагороди різного ґатунку, проте жодного разу його клуб так і не спромігся підвищитися у класі. Окремо слід виділити вояж Зуєнка до Казахстану наприкінці кар'єри, де він захищав кольори команди «Ордабаси» (Шимкент).
Після повернення з-за кордону та завершення професійної кар'єри певний час виступав за ФК «Лужани» у першості ААФУ, а також представляв цілу низку колективів, що брали участь у змаганнях на першість області, серед яких «Карпати» (Яремче), «Гуцульщина» (Косів) та «Хутровик» (Тисмениця).

## Досягнення
Командні трофеї
- Чемпіон України (1992/93)
- Володар Кубка України (1992/93)
- Срібний призер другої ліги чемпіонату СРСР (1991)
- Срібний призер другої ліги чемпіонату України (2003/2004)
- Бронзовий призер другої ліги чемпіонату України (2002/2003)

Особисті досягнення
- У списках найкращих гравців чемпіонату України (1): № 2 (1992)
- Майстер спорту (1993)

## Цікаві факти
- Микола Зуєнко є одним з чотирьох футболістів (разом з Гораном Гавранчичем, В'ячеславом Чечером та Кирилом Петровим), які тричі відзначалися у власних воротах в матчах чемпіонату України. Однак його «досягнення» цікаве ще й тим, що усі автоголи були забиті у складах різних команд[5][6].